# Östra kontrakt
Östra kontrakt var ett kontrakt i Lunds stift inom Svenska kyrkan. Kontraktet uppgick 1962 i Karlskrona kontrakt.
Kontraktet som omfattade församlingar inom Östra härad.

## Ingående församlingar
År 1962 omfattade kontraktet:
- Karlskrona Amiralitetsförsamling (icke-territoriell församling)
- Karlskrona stadsförsamling
- Ramdala församling
- Jämjö församling
- Lösens församling
- Augerums församling
- Flymens församling
- Kristianopels församling
- Sturkö församling
- Torhamns församling
- Tjurkö församling

## Kontraktsprostar
| Ämbetstid | Namn                       | Levnadstid | Övrigt                                                          |
| --------- | -------------------------- | ---------- | --------------------------------------------------------------- |
| 1584      | Erik Nielsen               |            | Kyrkoherde i Ramdala församling.                                |
| 1600–1610 | Oluff Bendtssön            |            | Kyrkoherde i Ronneby församling.                                |
| 1613–1630 | Jacob Hanssen              |            | Kyrkoherde i Lösens församling.                                 |
| 1631–1636 | Jacob Raffn                |            | Kyrkoherde i Kristianopels församling.                          |
| 1646–1648 | Jens Haugaard              |            | Kyrkoherde i Lösens församling.                                 |
| 1655–1661 | Mogens Aagesen             |            | Kyrkoherde i Ramdala församling.                                |
| 1672      | Truid Nielsen              |            | Kyrkoherde i Kristianopels församling.                          |
| 1674–1692 | Rasmus Larsson             |            | Kyrkoherde i Lyckeby församling.                                |
| 1692–1699 | Erik Schottenius           |            | Kyrkoherde i Torhamns församling.                               |
| 1701–1716 | Olof Strandell             |            | Kyrkoherde i Lösens församling.                                 |
| 1717–1719 | Malte Brock                |            | Kyrkoherde i Lösens församling.                                 |
| 1720–1730 | Gustaf Adolf Humble        |            | Amiralitetssuperintendent för Karlskrona amiralitetsförsamling. |
| 1730–1755 | Magnus Frodell             |            | Kyrkoherde i Fridlevstads församling.                           |
| 1755–1762 | Nicolaus Wankif            |            | Kyrkoherde i Lösens församling.                                 |
| 1762–1773 | Eleazar Thulin             |            | Kyrkoherde i Torhamns församling.                               |
| 1774–1814 | Wilhelm Magnus Gyllenskepp |            | Kyrkoherde i Fridlevstads församling.                           |
| 1814–1822 | Aron Alexandersson         |            | Kyrkoherde i Lösens församling.                                 |
| 1822–1824 | Carl Ahlström              |            | Kyrkoherde i Kristianopels församling.                          |
| 1824–1840 | Carl Holm                  |            | Kyrkoherde i Lösens församling.                                 |
| 1840–     | Eric Tornberg              |            | Kyrkoherde i Ramdala församling.                                |